# Taxímetre
|  | Per a altres significats sobre Instrument a manera de cercle azimutal instal·lat als vaixells per mesurar la demora dels objectes observats, vegeu «taxímetre (nàutica)». |

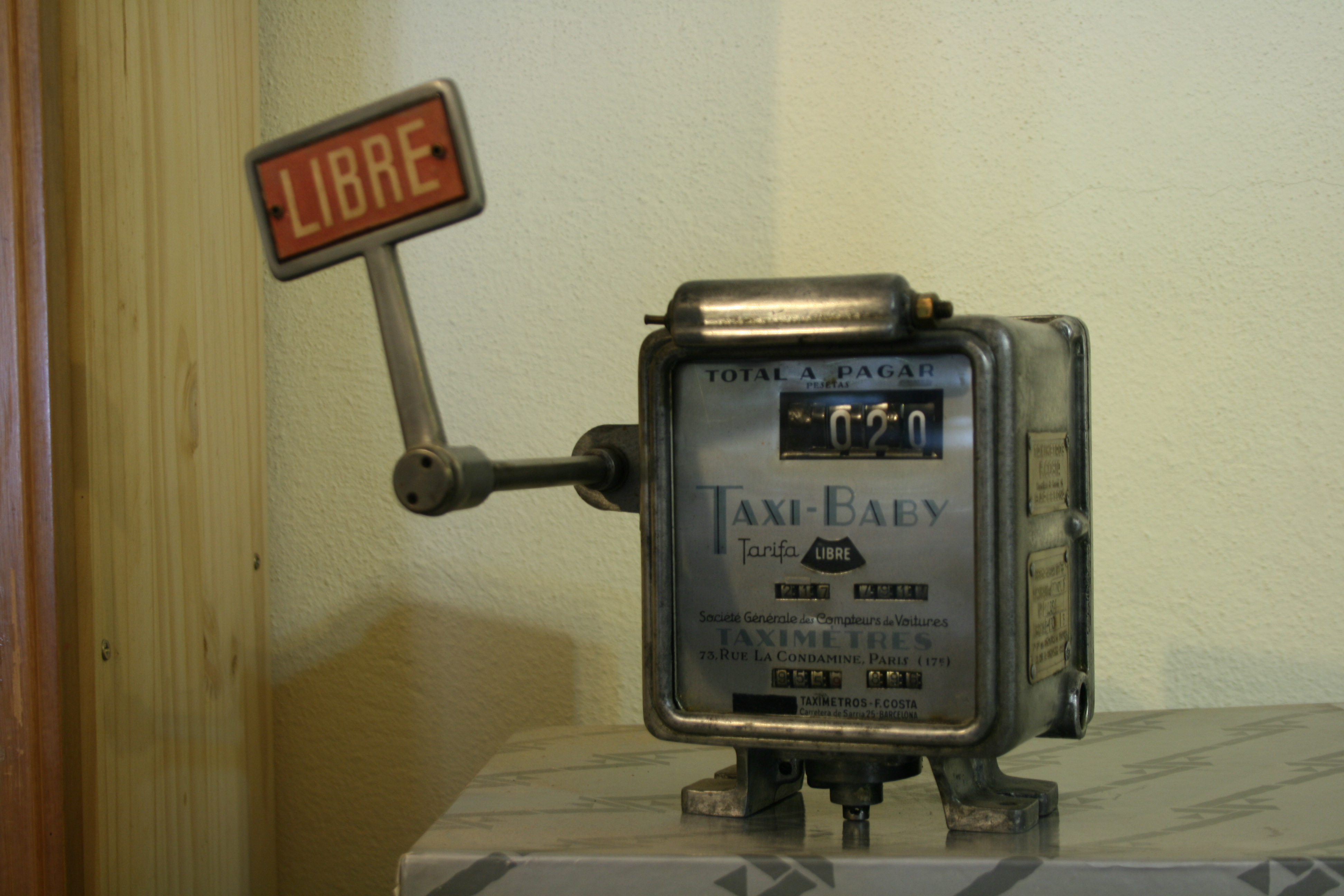
taxímetre

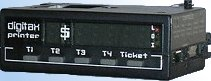
taxímetre "Digitax Printer" en estat "Lliure".

Un  taxímetre  (del grec  τάξις , taxa, i-metre, mesurar. Què mesura la taxa.), És un aparell de mesura mecànic o electrònic usualment instal·lat en els anomenats taxis, semblant a un hodòmetre. I mesura l'import a cobrar en relació tant a la distància recorreguda com el temps transcorregut.
El primer taxi equipat amb l'invent va ser el Daimler Victoria fabricat per Gottlieb Daimler a 1897.
A l'antiga Roma, existien taxímetres que funcionaven per mitjà d'un mecanisme solidari amb l'eix d'una carreta que anava alliberant petites boles. Al final del trajecte, el passatger pagava en funció de les boles alliberades.
En alguns llocs fan servir un senyal lluminós per indicar si estan lliures. A l'Argentina és anomenat  bandereta , nom que comporta des dels taxímetres mecànics, en els quals es girava una bandereta amagar per començar un viatge, i en finalitzar es tornava a la posició visible. També poden utilitzar amb la mateixa finalitat un cartell lluminós al sostre.

## Accessoris
Els taxímetres electrònics poden incloure altres accessoris, per exemple:
- Impressora de tiquets (rebuts al passatger).
- Control de la recaptació i detecció de fraus del xofer l'amo, a través de la impressió de tiquets o per ordinador.
- Comunicació via GPRS amb la central de radiotaxi per rebre despatxos de clients, missatges de text, realitzar pagaments amb targeta de crèdit entre altres possibilitats. També al costat d'un receptor GPS pot enviar la posició a la central, pot llançar un senyal d'emergència en cas d'atracament.
- Coixinets en els seients (sensor de seient) que detecten quan hi ha algun passatger i si no es va posar en funcionament el taxímetre se l'informa a l'amo.
- Cobrament per targeta de crèdit o prepagament.

## Funcionament i tarifes
Les tarifes varien segons la zona, però s'adapten a un model general. El mateix passa amb el funcionament.

## Posicions
El taxímetre té diverses posicions de funcionament, i en cada una té un comportament especial.

### Cicle de treball
En el seu funcionament normal, el taxímetre repeteix cíclicament les següents etapes.
1. Lliure : El taxi està buit esperant algun client. La bandereta Lluminosa està engegada. Si disposa de diverses tarifes, en aquesta posició pot canviar manualment. També pot apagar la bandereta i passar a la posició "Repòs".
2. Ocupat : S'entra a aquesta etapa en començar el viatge i s'apaga la bandereta. En aquesta etapa es mostra l'import (a mesura que va augmentant) i la tarifa actual. També pot mostrar una altra informació: extres (fitxes per equipatge, etc.), Hora actual, velocitat, etc.
3. Import  (o  A pagar ): En finalitzar el viatge es passa a aquesta etapa. La bandereta pot apagar o parpellejar (es tendeix molt més a això perquè indica al nou passatger que el taxi estarà disponible ben aviat) i es mostra l'import que ha d'abonar el passatger, i pot imprimir el rebut de passatger.

### Repòs
La majoria dels taxímetres nous, en passar a aquesta posició apaguen la bandereta i la pantalla. Però segueixen controlant la distància recorreguda i mantenint l'hora. Generalment des d'aquesta posició es passa a la posició de controls.

### Controls
En aquesta posició es poden veure en pantalla o imprimir diferent informació perquè l'amo controli els xofers. I en alguns casos per a control del reparador i legal, s'inclou un tiquet amb informació sobre l'ajustament del rellotge.

## Model de tarifa
El model de tarifa canvia molt segons la zona. En algunes zones es fan servir diverses tarifes que canvien manualment o automàticament segons l'hora, dia festiu, la zona, etc.

### Valors bàsics
Aquests són els valors bàsics de què consta una tarifa. En algunes zones la primera fitxa pot tenir un valor, distància o temps diferent de les següents.
- Baixada de Bandera : És l'import mínim a cobrar, que se suma automàticament en iniciar un viatge.
- Fitxa : És l'increment que s'efectua en arribar a una fracció de temps/distància.
- Distància  o  Metres : En recorre aquesta distància (per sobre de la velocitat d'encreuament) es computa una fitxa.
- Temps  o  Segons : En transcórrer aquest temps (per sota de la velocitat d'encreuament) es computa una fitxa.
- Extres : Són fitxes (o poden tenir un valor diferent) que s'afegeixen manualment per càrrecs "extra" com per exemple equipatge addicional.

### Temps i Velocitat d'encreuament
Hi ha tres formes bàsiques segons les quals es computa per temps o per distància. Però en la majoria dels casos el temps i la distància estan vinculats.
Que el temps i la distància estiguin vinculats significa que es sumen les seves fraccions per arribar a la fitxa. Per exemple: si la tarifa indica que cal sumar una fitxa cada 200 metres o 60 segons, n'hi haurà prou amb realitzar 100 metres (no en "espera") i 30 segons d'espera per sumar una fitxa. La condició és la següent:
{\displaystyle {\frac {metres\ recorreguts}{dist{\grave {a}}ncia\ d'una\ fitxa}}+{\frac {segons\ d'espera}{temps\ d'una\ fitxa}}\geq 1}
Les tres formes de passar a comptar per temps o distància són: manualment (a través d'un botó), automàticament al deternerse completament el vehicle per més d'un determinat temps, o automàticament a través de la velocitat d'encreuament (là més utilitzada).
La velocitat d'encreuament és la velocitat que marca el límit entre comptar per temps, o per distància, segons coure més. Es calcula automàticament a partir dels valors de distància i temps, i pot deduir amb una regla de tres.
{\displaystyle Velocitat\ de\ creuer=k\times \left({\frac {dist{\grave {a}}ncia}{temps}}\right)}
On k és una constant per a convertir les unitats, per exemple si la  distància  està expressada en metres, el temps en  segons , i volem obtenir la velocitat en Quilòmetres per hora , aleshores:
{\displaystyle k={\frac {3.600{\frac {segons}{hora}}}{1.000{\frac {metres}{quilometre}}}}=3,6}
Aplicant els valors donats com a exemple (els de la Ciutat Autònoma de Buenos Aires), tindríem una velocitat d'encreuament de 12 km/ho.

## Com mesura la distància?
El mesurament de la distància es basa indirectament a comptar les voltes de la roda del vehicle. Per això, desinflar una mica els pneumàtics pot adulterar la mesura lleument a favor del taxista.
- En els vehicles més antics, des de la caixa de velocitats surt un budell que gira en relació amb la velocitat fins al velocímetre. Generalment es col·loca un  sensor de distància  (una mena de sensor magnètic) que tradueix el moviment mecànic en senyals electrònics fins al taxímetre. Hi ha diversos tipus de sensors, segons el mètode pel qual funcionen i segons quants polsos/tornada envien.
- En els vehicles més nous, en la caixa de velocitats hi ha un sensor de velocitat que des del qual es pren la informació per l'ordinador d'injecció electrònica i per al velocímetre. Del senyal de polsos d'aquest sensor es fa una derivació i es connecta a un  sensor de presa  que adapta el senyal per ser rebuda pel taxímetre a la vegada que protegeix que el taxímetre eviti el correcte funcionament del sensor de distància.
- En els vehicles que han tingut problemes amb la caixa, pot col·locar un sensor de distància en el semieix. Però això comporta molts problemes, la distància entre els imants i el sensor són molt grans, està exposat a la intempèrie, té un cost gran, etc.

## Fraus
Si bé es considera que només una minoria dels taxistes fan fraus, se sap molt que es cometen. Hi ha diverses formes de cometre frau, algunes són tan subtils que és impossible determinar la intencionalitat.
- El passeig : Potser el més típic dels fraus és portar al passatger per un camí més llarg, donar voltes sense necessitat, o prendre carrers amb un trànsit més congestionat.
- Engegar el taxímetre abans que pugi el passatger.
- La utilització de diversos artefactes externs que adulterar la recepció de senyal de distància al taxímetre com ara col·locar un botó a la palanca de canvi cosa que en prémer-es recarregui més distància o diners al recorregut. Anomenat popularment "màquina", ocellet, piripipí, etc .* a Colòmbia es coneix com a "ninot".
- L'adulteració de la programació o tarifa del taxímetre.
- Doble programació = el taxímetre marca correctament fins cert valor, després s'adultera automàticament amb finalitats lucratives il·legals, òbviament aquest sistema funciona amb la complicitat del servei tècnic de taxímetres.

Quan es comet adulteració del taxímetre es deixa el precinte trencat o violat per evitar responsabilitats, però alguns ni tan sols prenen aquesta mesura de precaució. Encara que també cal considerar que quan ho repara altre servei tècnic pot no detectar l'adulteració, i precintat. Les adulteracions van des de córrer la pulsació, de vegades en el límit del que és legal; córrer el metratge, fins a posar diverses tarifes diferents. A les ciutats on només es permet una tarifa, generalment no es comprova l'existència d'altres tarifes. Per això es fa un mètode cada dia més comú tenir una tarifa més avançada per canviar-la quan al xofer li sembla, o pitjor encara, utilitzen tarifes horàries perquè s'avancin en una hora a la qual no hi ha control. Per evitar aquest tipus de fraus els taxímetres més nous poden imprimir la tarifa i altres detalls de la configuració en un tiquet separat o en el mateix rebut de passatger.